# .ng
.ng – domena internetowa przypisana do Nigerii i zarządzana przez organizację NiRA (Nigeria Internet Registration Association). Została utworzona 15 marca 1995.